# A Kiss in the Dreamhouse
A Kiss in the Dreamhouse é o quinto álbum de estúdio da banda de rock Siouxsie & the Banshees. O álbum foi gravado em partes no Abbey Road Studios e lançado pela Polydor Records, no Reino Unido, no dia 05 de novembro de 1982. O flerte com o rock psicodélico e experimental. O álbum faz parte do que os críticos e fãs se referem como "fase de experiências musicais" da banda, pois este álbum contém a presença de sinos, instrumentos de cordas, sintetizadores, muito overdub nas vozes e o som da guitarra aparecendo ocasionalmente. O álbum foi escrito, produzido e arranjado pela própria banda. Foi um sucesso de crítica e também comercial, ficando na sétima posição na parada britânica de venda de álbuns.

## Faixas
Todas as músicas compostas por Sioux, McGeoch, Severin e Budgie.
1. "Cascade"
2. "Green Fingers"
3. "Obsession"
4. "She's a Carnival"
5. "Circle"
6. "Melt!"
7. "Painted Bird"
8. "Cocoon"
9. "Slowdive"

## Créditos
- Siouxsie Sioux - Vozes, sinos na música "Obsession"
- Steven Severin - baixo, baixo de 6 cordas na úsica "Slowdive", órgão na música "Painted Bird".
- John McGeoch - guitarra, teclados nas canções "Cocoon", "Circle", "Cascade", gravador na música "Green Fingers"
- Budgie - bateria, percussão, gaita na música "Slowdive".

### Músicos adicionais
- Caroline Lavelle - violoncelo na canção "Obsession"
- Anne Stephenson - violino nas canções "Obsession", "Slowdive"
- Virginia Hewes - violino nas canções "Obsession", "Slowdive"